# برندان هانسن
برندان هانسن (Brendan Hansen) هو لاعب أولمبي لرياضة السباحة من الولايات المتحدة. شارك في الأولمبياد الصيفي في 2004–2012، وفاز بما مجموعه 6 ميداليات.

## الميداليات
| ذهب | فضة | برونز | المجموع |
| 3   | 1   | 2     | 6       |

## روابط خارجية
- برندان هانسن على موقع الاتحاد الدولي للسباحة (الإنجليزية)
- برندان هانسن على موقع SwimRankings.net (الإنجليزية)
- برندان هانسن على موقع اللجنة الأولمبية الدولية (الإنجليزية)
- برندان هانسن على موقع أوليمبيديا (الإنجليزية)
- برندان هانسن على موقع اللجنة الأولمبية والبارالمبية الأمريكية (الإنجليزية)